# Elvis Sings The Wonderful World of Christmas
Elvis Sings The Wonderful World of Christmas é o segundo álbum natalino com canções inéditas de Elvis Presley. O primeiro foi lançado em 1957, além de algumas coletâneas lançadas posteriormente. Esse álbum possui alguns clássicos natalinos, entre eles estão; "The First Noel", "O Come, All Ye Faithfull" e "Silver Bells". Muitos consideram "Merry Christmas Baby" a melhor canção desse trabalho, canção com letra natalina em ritmo de blues, com uma duração de mais de cinco minutos, no entanto, existe outra versão que chega a ter quase oito minutos. Apesar desse trabalho não representar nenhuma novidade relevante na carreira de Elvis, mostra ao mesmo tempo, na avaliação de muitos, um cantor em seu auge, tanto no timbre de voz, como em suas interpretações, com performances que variam de avassaladora em "Merry Christmas Baby", passando pela delicadeza em "Silver Bells".
* Nota: Este álbum já ultrapassou a marca de 4.000.000 de cópias vendidas, somente nos Estados Unidos.

## Faixas

### Versão original
| Lado Um |                                              |                    |         |  |
| N.º     | Título                                       | Data de gravação   | Duração |  |
| 1.      | "O Come, All Ye Faithful"                    | 16 de maio de 1971 | 2:49    |  |
| 2.      | "The First Noel"                             | 16 de maio de 1971 | 2:11    |  |
| 3.      | "On a Snowy Christmas Night"                 | 16 de maio de 1971 | 2:50    |  |
| 4.      | "Winter Wonderland"                          | 16 de maio de 1971 | 2:20    |  |
| 5.      | "The Wonderful World of Christmas"           | 16 de maio de 1971 | 1:59    |  |
| 6.      | "It Won't Seem Like Christmas (Without You)" | 15 de maio de 1971 | 2:43    |  |

| Críticas profissionais        | Críticas profissionais |
| Avaliações da crítica         | Avaliações da crítica  |
| Fonte                         | Avaliação              |
| ----------------------------- | ---------------------- |
| AllMusic                      | [ 3 ]                  |
| Christgau's Record Guide      | B+                     |
| MusicHound                    | [ 5 ]                  |
| The Rolling Stone Album Guide | [ 6 ]                  |
| Rough Guides                  | [ 7 ]                  |

| Lado Dois |                                           |                     |         |  |
| N.º       | Título                                    | Data de gravação    | Duração |  |
| 1.        | "I'll Be Home on Christmas Day"           | 16 de maio de 1971  | 3:50    |  |
| 2.        | "If I Get Home On Christmas Day"          | 15 de maio de 1971  | 2:54    |  |
| 3.        | "Holly Leaves and Christmas Trees"        | 15 de maio de 1971  | 2:14    |  |
| 4.        | "Merry Christmas Baby"                    | 15 de maio de 1971  | 5:45    |  |
| 5.        | "Silver Bells"                            | 15 de maio de 1971  | 2:03    |  |
| 6.        | "Blue Christmas" (reissue pressings only) | 27 de junho de 1968 | 2:34    |  |

## Paradas musicais
- EUA - 1º- Billboard Christmas - 1972 e 1973

## Músicos
- Elvis Presley: Voz e Piano
- James Burton: Guitarra
- Chip Young: Guitarra
- Charlie Hodge: Violão
- Norbert Putman: Baixo
- Jerry Carrigan: Percussão e Bateria
- Kenneth Buttrey: Bateria
- David Briggs: Piano
- Joe Moscheo: Piano
- Glen Spreen: Órgão
- Charlie McCoy: Órgão, Harmônica e Percussão
- The Imperials, Junge Page, Millie Kirkham, Temple Riser e Ginger Holladay: Vocais